# Cinta Dame
Cinta Dame is een bestuurslaag in het regentschap Samosir van de provincie Noord-Sumatra, Indonesië. Cinta Dame telt 1399 inwoners (volkstelling 2010).